# Carduelini
I Carduelini Vigors, 1825 sono una tribù di uccelli passeriformi della famiglia Fringillidae.

## Etimologia
Il nome scientifico della tribù deriva da quello del cardellino, Carduelis carduelis.

## Descrizione
Alla tribù vengono ascritte specie di dimensioni variabili, che vanno dai 9,5 cm di lunghezza e 8,4 g di peso del lucherino andino e del lucherino dorsonero, fra i fringillidi di minori dimensioni, fino ai grossi crocieri, passando attraverso tutta una serie di taglie intermedie.
I Carduelini tendono a mostrare testa arrotondata con becco conico, non molto lungo e robusto, talvolta modificato come adattamento alla dieta del proprietario (sono un esempio i becchi incrociati dei crocieri o i becchi massicci dei frosoni arabi del genere Rhynchostruthus), ali appuntite e più lunghe della coda, che ha forma rettangola e presenta talvolta punta biforcuta. Il piumaggio è dominato dalle tonalità del bruno e del grigio e tende ad essere più scuro su testa e area dorsale: possono essere presenti aree nere, gialle o rosse più o meno estese, generalmente prerogativa dei soli maschi (dicromatismo sessuale), mentre le ali spesso presentano barrature bianche.

## Biologia
Si tratta di uccelli dalle abitudini diurne, che vivono perlopiù in coppie o in stormi all'infuori della stagione riproduttiva, e che a dispetto della colorazione dimorfica sono rigidamente monogami, divenendo anche territoriali durante il periodo degli amori. La loro dieta è essenzialmente granivora, mentre i pulli vengono alimentati anche con una componente di origine animale.

## Distribuzione e habitat
I Carduelini rappresentano la tribù di Carduelinae e più in generale di fringillidi più numerosa, dalla diffusione praticamente cosmopolita, contando appartenenti in tutti i continenti (meno l'Oceania e l'Antartide) ed in tutti gli ambienti, dalle Ande innevate al deserto arabo, alle pinete boreali alla savana africana, dalla macchia mediterranea alla tundra, purché vi siano a disposizione una fonte d'acqua dolce e vegetazione per nutrirsi e riprodursi.

## Tassonomia
La tassonomia di questa tribù è sempre stata piuttosto travagliata e ha visto numerose revisioni: con l'avvento delle analisi del DNA mitocondriale, sono avvenute alcune operazioni di riclassificazione, che hanno visto i generi Carduelis e Serinus, particolarmente ricchi di specie ascritte, rivelarsi polifiletici e dando pertanto il via a uno scorporo che ha visto l'elevazione dei sottogeneri, Acanthis, Chloris, Linaria e Spinus (segregati da Carduelis), Chrysocorythus e Crithagra (segregati da Serinus) al rango di generi, oltre che l'ascrizione alla tribù di Haemorhous (segregato da Carpodacus).
Alla tribù vengono pertanto attualmente ascritti i seguenti generi e specie:
Tribù Carduelini
- Genere Haemorhous
  - Haemorhous purpureus (Gmelin, 1789) - fringuello viola
  - Haemorhous cassinii (Baird, 1854) - fringuello di Cassin
  - Haemorhous mexicanus (Statius Müller, 1776) - fringuello delle case
- Genere Chloris
  - Chloris chloris (Linnaeus, 1758) - verdone europeo
  - Chloris sinica (Linnaeus, 1766) - verdone orientale
  - Chloris spinoides (Vigors, 1831) - verdone pettogiallo
  - Chloris monguilloti (Delacour, 1926) - verdone del Vietnam
  - Chloris ambigua (Oustalet, 1896) - verdone testanera
- Genere Rhodospiza
  - Rhodospiza obsoleta (Liechtenstein, MHK, 1823)
- Genere Rhynchostruthus
  - Rhynchostruthus socotranus Sclater e Hartlaub, 1881 - beccogrosso di Socotra
  - Rhynchostruthus percivali Ogilvie-Grant, 1900 - beccogrosso dell'Arabia
  - Rhynchostruthus louisae Lort Phillips, 1897 - beccogrosso della Somalia
- Genere Linurgus
  - Linurgus olivaceus (Fraser, 1843) - fringuello oriolo
- Genere Crithagra
  - Crithagra rufobrunnea (Gray, 1862) - beccasemi di Príncipe
  - Crithagra concolor (Barboza du Bocage, 1888) - beccogrosso di São Tomé
  - Crithagra citrinelloides (Rüppell, 1840) - venturone africano
  - Crithagra frontalis (Reichenow, 1904) - venturone occidentale
  - Crithagra hyposticta (Reichenow, 1904) - venturone meridionale
  - Crithagra capistrata Finsch, 1870 - canarino faccianera
  - Crithagra koliensis (Grant e Mackworth-Praed, 1952) - canarino dei papiri
  - Crithagra scotops Sundevall, 1850 - canarino di foresta
  - Crithagra leucopygia Sundevall, 1850 - beccasemi groppabianca
  - Crithagra atrogularis (Smith, 1836) - canarino golanera
  - Crithagra xanthopygia (Rüppell, 1840) - beccasemi groppagialla
  - Crithagra reichenowi (Salvadori, 1888)
  - Crithagra rothschildi (Ogilvie-Grant, 1902) - verzellino dell'Arabia
  - Crithagra flavigula (Salvadori, 1888) - beccasemi golagialla
  - Crithagra xantholaema (Salvadori, 1896) - beccasemi di Salvadori
  - Crithagra citrinipectus (Clancey e Lawson, 1960) - beccasemi pettolimone
  - Crithagra mozambica (Statius Müller, 1776) - canarino frontegialla
  - Crithagra dorsostriata Reichenow, 1887 - canarino panciabianca
  - Crithagra ankoberensis (Ash, 1979) - verzellino di Ankober
  - Crithagra menachensis (Ogilvie-Grant, 1913) - verzellino dello Yemen
  - Crithagra totta (Sparrman, 1786) - lucarino del Capo
  - Crithagra symonsi (Roberts, 1916) - lucarino dei Drakensberg
  - Crithagra donaldsoni (Sharpe, 1895) - canarino beccogrosso settentrionale
  - Crithagra buchanani (Hartert, 1919) - canarino beccogrosso meridionale
  - Crithagra flaviventris (Gmelin, 1789) - canarino giallo
  - Crithagra sulphurata (Linnaeus, 1766) - canarino solferino
  - Crithagra reichardi (Reichenow, 1882) - beccasemi di Reichard
  - Crithagra gularis (Smith, 1836) - beccasemi testastriata
  - Crithagra canicapilla (Du Bus de Gisignies, 1855)
  - Crithagra mennelli (Chubb, 1908) - beccasemi guancenere
  - Crithagra tristriata (Rüppell, 1840) - beccasemi groppabruna
  - Crithagra albogularis Smith, 1833 - canarino golabianca
  - Crithagra burtoni (Gray, 1862) - beccasemi beccogrosso
  - Crithagra striolata (Rüppell, 1840) - beccasemi striato
  - Crithagra whytii (Shelley, 1897) - beccasemi cigliagialle
  - Crithagra melanochroa (Reichenow, 1900) - beccasemi della Tanzania
  - Crithagra leucoptera Sharpe, 1871 - canarino della protea
- Genere Linaria
  - Linaria flavirostris (Linnaeus, 1758) - fanello nordico
  - Linaria cannabina (Linnaeus, 1758) - fanello eurasiatico
  - Linaria yemenensis (Ogilvie-Grant, 1913) - fanello dello Yemen
  - Linaria johannis (Clarke, 1919) - fanello di Warsangli
- Genere Acanthis (segregato da Carduelis)
  - Acanthis flammea (Linnaeus, 1758) - organetto comune
  - Acanthis hornemanni (Holböll, 1843) - organetto artico
- Genere Loxia
  - Loxia pytyopsittacus Borkhausen, 1793 - crociere delle pinete
  - Loxia scotica Hartert, 1904 - crociere della Scozia
  - Loxia curvirostra Linnaeus, 1758 - crociere comune
  - Loxia leucoptera Gmelin, 1789 - crociere fasciato
  - Loxia megaplaga Riley, 1916 - crociere di Hispaniola
- Genere Chrysocorythus - (segregato da Serinus)
  - Chrysocorythus estherae (Finsch, 1902) - verzellino montano
- Genere Carduelis
  - Carduelis carduelis (Linnaeus, 1758) - cardellino europeo
  - Carduelis citrinella (Pallas, 1764) - venturone europeo
  - Carduelis corsicana (Koenig, 1899) - venturone corso
- Genere Serinus
  - Serinus pusillus (Pallas, 1811) - verzellino fronterossa
  - Serinus serinus (Linnaeus, 1766) - verzellino comune
  - Serinus syriacus Bonaparte, 1850 - verzellino della Siria
  - Serinus canaria (Linnaeus, 1758) - canarino insulare
  - Serinus canicollis (Swainson, 1838) - canarino del Capo
  - Serinus flavivertex (Blanford, 1869) - canarino capogiallo
  - Serinus nigriceps Rüppell, 1840 - lucarino dell'Abissinia
  - Serinus alario (Linnaeus, 1758) - canarino testanera
- Genere Spinus (segregato da Carduelis)
  - Spinus thibetana (Hume, 1872) - verzellino del Tibet
  - Spinus lawrencei (Cassin, 1850) - cardellino di Lawrence
  - Spinus tristis (Linnaeus, 1758) - lucherino americano
  - Spinus psaltria (Say, 1822) - lucherino minore americano
  - Spinus spinus (Linnaeus, 1758) - lucarino eurasiatico
  - Spinus dominicensis (Bryant, 1867) - lucarino delle Antille
  - Spinus pinus (Wilson, 1810) - lucarino delle pinete
  - Spinus atriceps (Salvin, 1863) - lucarino capinero
  - Spinus notatus (Du Bus de Gisignies, 1847) - lucarino testanera
  - Spinus barbatus (Molina, 1782) - lucarino mentonero
  - Spinus xanthogastrus (Du Bus de Gisignies, 1855) - lucarino ventregiallo
  - Spinus olivaceus Berlepsch e Stolzmann, 1894 - lucarino olivaceo
  - Spinus magellanicus (Vieillot, 1805) - lucarino monaco
  - Spinus siemiradzkii (Berlepsch e Taczanowski, 1884) - lucarino zafferano
  - Spinus yarrellii (Audubon, 1839) - lucarino facciagialla
  - Spinus cucullatus (Swainson, 1820) - lucarino rosso
  - Spinus atratus d'Orbigny e Lafresnaye, 1837 - lucarino nero
  - Spinus uropygialis (Sclater, 1862) - lucarino groppagialla
  - Spinus crassirostris (Landbeck, 1877) - lucarino beccogrosso
  - Spinus spinescens (Bonaparte, 1850) - lucarino delle Ande

Nell'ambito della sottofamiglia Carduelinae, la tribù dei Carduelini, pur essendo meno basale dei Coccothraustini, lo è comunque più delle altre, rimanendone piuttosto lontana. Al suo interno si individuano numerosi cladi:
- un primo clade, piuttosto distante e basale, comprendente i carpodachi americani del genere Haemorhous;
- un secondo clade, comprendente i verdoni del genere Chloris e i frosoni desertici dei generi Rhodospiza e Rhynchostruthus;
- un terzo clade a diffusione esclusivamente afrotropicale comprendente i taxon fratelli Linurgus e Crithagra;
- un quarto clade, comprendente il trio più basale degli olartici Linaria-Acanthis-Loxia e i due gruppi Carduelis-Chrysocorythus e Serinus-Spinus.